# 12e cérémonie des prix Génie
La 12e cérémonie des Prix Génie s'est déroulé le 26 novembre 1991 pour récompenser les films sortis dans le courant de l'année.

## Palmarès
Le vainqueur de chaque catégorie est indiqué en gras